# Зелёная Роща (Мордовия)
Зелёная Роща — посёлок Ковылкинского района Республики Мордовия в составе Краснопресненского сельского поселения.

## География
Находится на расстоянии примерно 11 километров по прямой на север-северо-восток от районного центра города Ковылкино.

## История
Посёлок был основан в начале 1970-х годов рабочими совхоза «Красная Пресня».

## Население
Постоянное население составляло 219 человек (русские 82 %) в 2002 году, 188 в 2020 году.